# Château de Hagi
Le château de Hagi (萩城, Hagi-jō), aussi connu sous le nom de « château de Shizuki », se trouve à Hagi, préfecture de Yamaguchi au Japon.

## Histoire
Terumoto Mōri perdit ses terres autour de Hiroshima et fut déplacé à Hagi à la suite de la bataille de Sekigahara où il fut du côté des perdants. Il construisit le château de Hagi en 1604, et le clan Mōri (sa famille en fait) le dirigea jusqu'à la restauration de Meiji. Le château est inhabituel en ce sens qu'il fut construit pour l'essentiel au pied du mont Shizuki, bien que quelques défenses soient situées dans la montagne. Presque tout le château fut détruit en 1874, ne laissant que des ruines. L'emplacement du château est à présent un site national historique.
Le château de Nakatsu a été reconstruit en s'inspirant du château de Hagi.

## Galerie

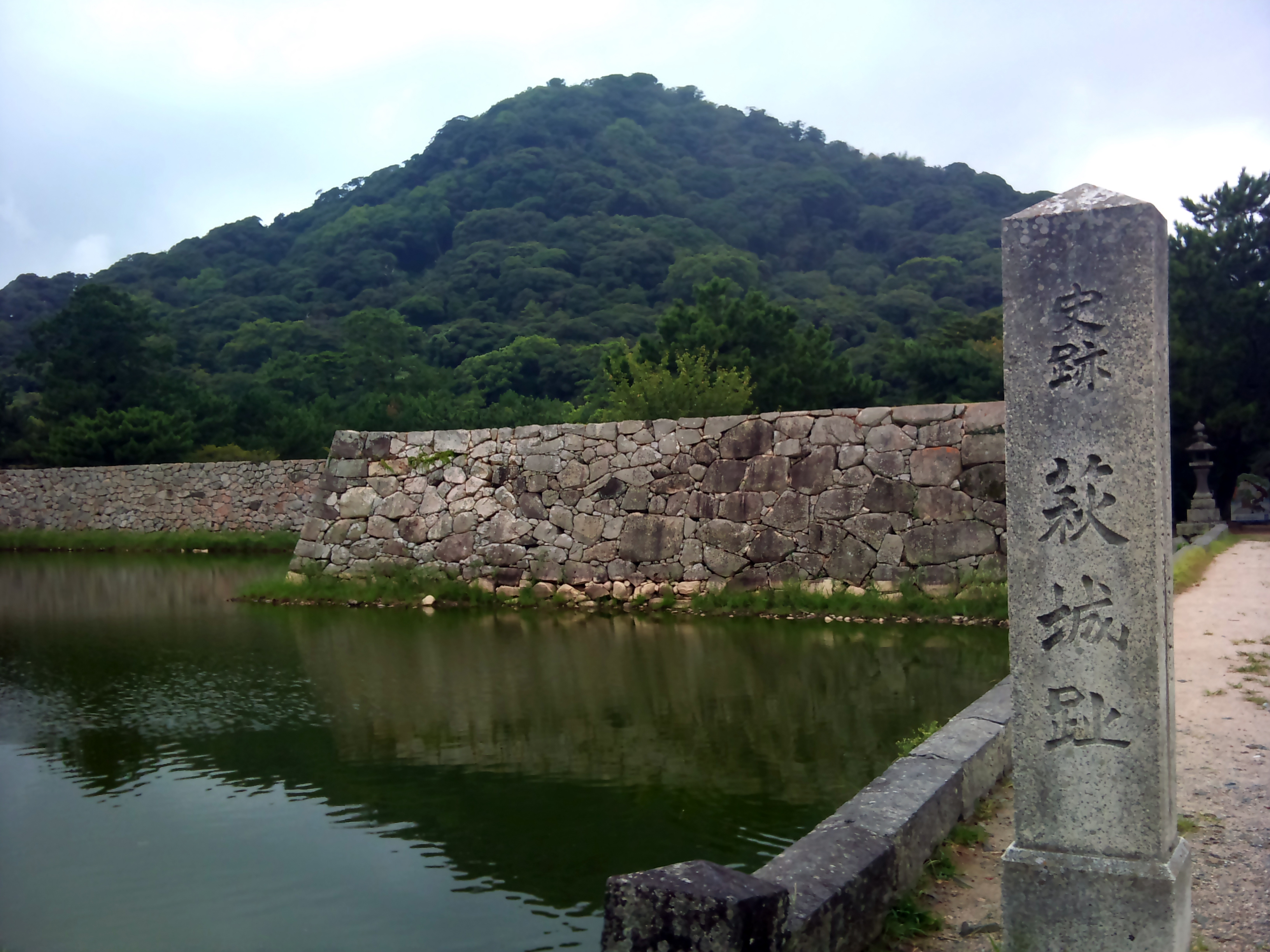
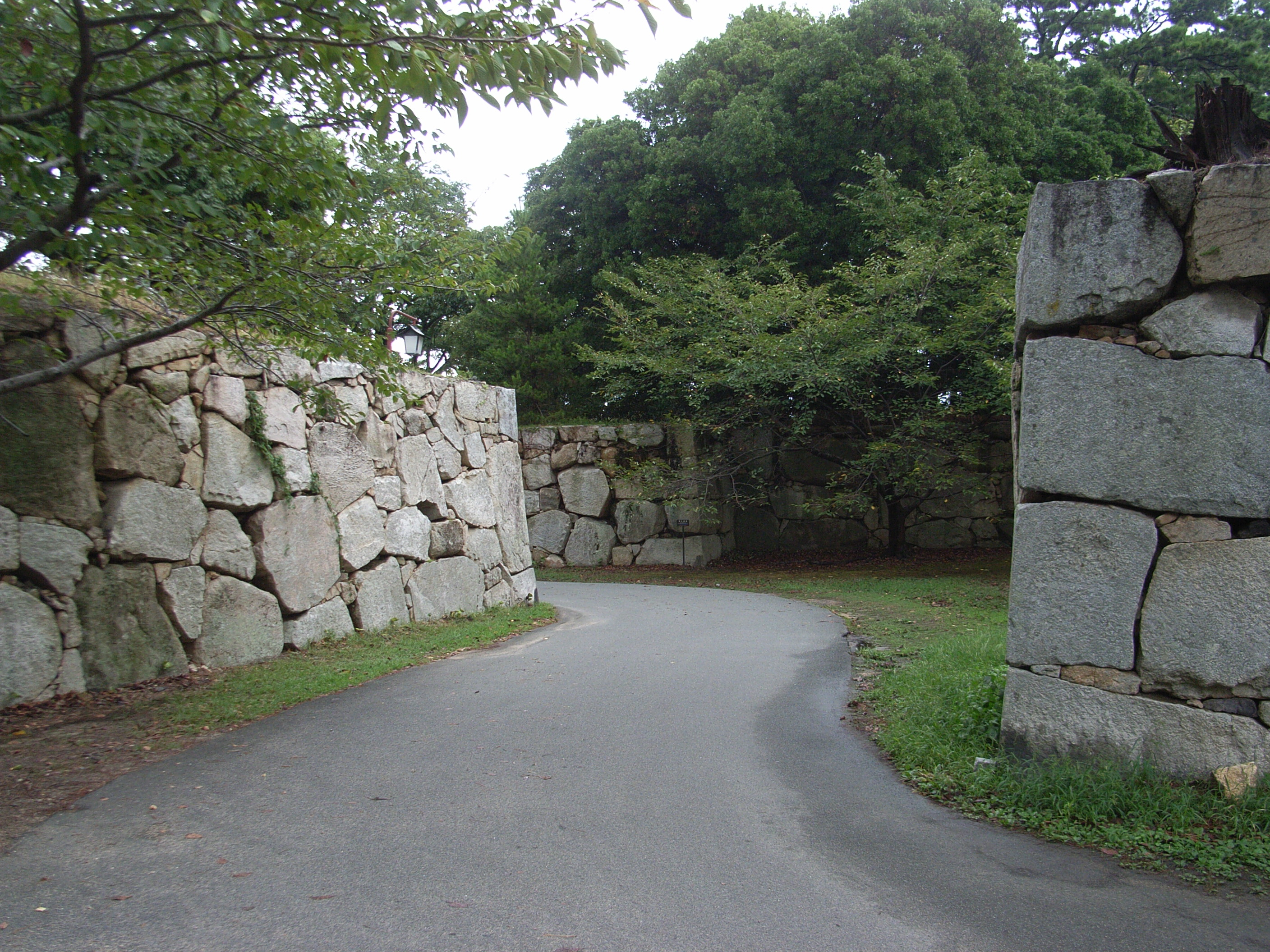
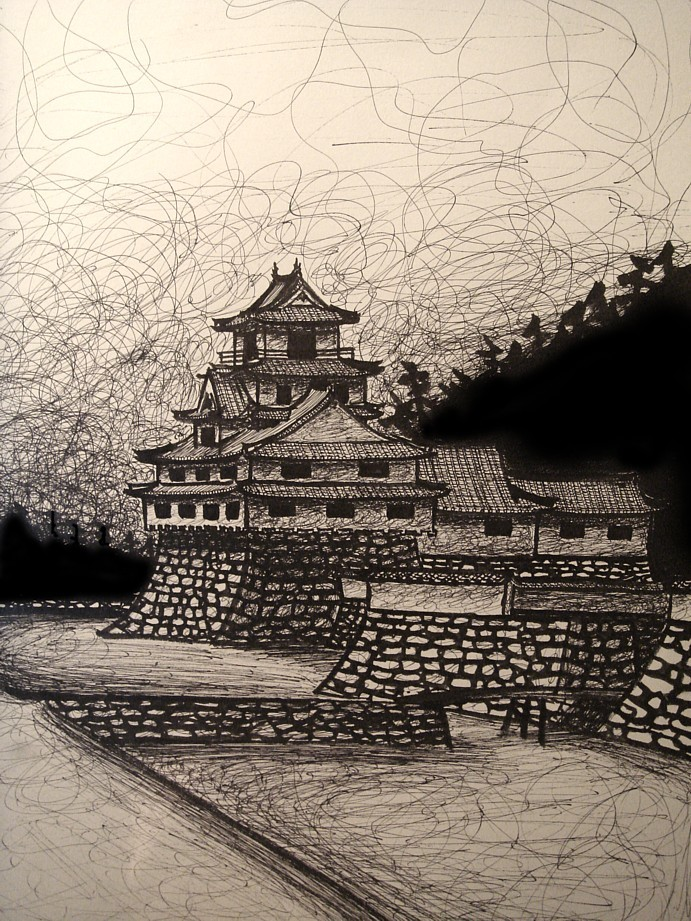
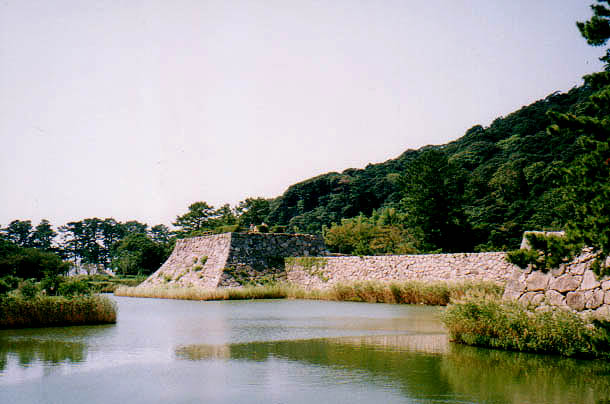
Ruines du château de Hagi. Les fondations du donjon (tenshu) sont au centre.